# 大韓民国海兵隊
大韓民国海兵隊（だいかんみんこくかいへいたい、朝鮮語: 대한민국 해병대 / 大韓民國海兵隊、テハンミングク ヘビョンデ、英: Republic of Korea Marine Corps、ROKMC）は、大韓民国海軍の隷下の大韓民国の海兵隊である。
人員は28,000人とされる。海軍隷下だが、人事と予算を管理できる権限が海兵隊司令官に与えられている。

## 沿革
1949年4月15日に、慶尚南道昌原郡鎮海邑（現在の昌原市鎮海区）で380人規模の部隊と旧日本軍の九九式軽機関銃などの武装を用いて海軍隷下に創設された。初代司令官は当時、鎮海特設基地の参謀長だった満州国軍出身の申鉉俊。
アメリカ海兵隊の影響を受けているが、海軍からの独立性が強いアメリカ海兵隊とは異なり、イギリス海軍と同様に大韓民国海軍隷下である。旧日本軍の影響も陸軍とともに強いとされるが、これは大韓民国海軍が日本軍出身者を海兵隊に配置転換したためである。海軍とは異なり、陸軍は朝鮮人を広く受け入れていたので、陸軍士官学校卒業生や陸戦を経験した朝鮮出身の陸軍軍人が多く居た点も挙げられる。
翌1950年に勃発した朝鮮戦争より投入、朝鮮人民軍及び中国人民解放軍を相手に一個大隊を一掃したとされ、外国メディアでは無敵の海兵隊として紹介された。この当時から、国内最精鋭部隊の1つとなった。
1964年のベトナム戦争時には、アメリカ合衆国の承諾を得て、最精鋭の陸軍首都師団（通称：猛虎部隊）、第9歩兵師団（通称：白馬部隊）の2個師団とともに、第2海兵旅団（通称：青龍部隊）をベトナムへ派遣し参戦した。アメリカ軍と違い、歩兵を中心とした部隊編成を敷き、敵を捕捉する以外の反撃はしないといった北ベトナム人民軍 (NVA) 及び南ベトナム解放民族戦線（ベトコン）同様のゲリラ戦法に徹したが故に、戦闘での損害比は36：1（米軍総数では12：1）と圧倒的な戦果を挙げ、NVAとベトコン両軍を少なからず苦戦させた。彼らの戦功は韓米関係の強化につながった。
しかし一方で、フォンニィ・フォンニャットの虐殺やハミの虐殺、ライダイハン問題などの戦争犯罪を起こしている。
2020年4月には、青龍部隊による虐殺行為から生き残ったと主張するベトナム人女性が、韓国政府を相手取って損害賠償請求訴訟を起こしている。
1973年に海兵隊司令部が解体され、海兵隊司令官は第2海軍参謀次長、海兵は海軍上陸兵となったころもあるが、1987年に、現行の海兵隊司令部が復活されて現在に至る。
2010年11月23日の延坪島砲撃事件では、朝鮮人民軍から砲撃を受け、延坪島守備隊第9海兵砲兵大隊第7砲兵中隊が反撃するも2名の戦死者と16名の戦傷者を出した。

### 不祥事
任務の性格上、部隊内では厳しい規則が存在するが、時に行き過ぎたいじめ・暴行に発展する。2011/7/4に第2師団海岸部隊の上等兵と二等兵が共謀して銃乱射事件を起こして4人が死亡する江華島海兵隊銃乱射事件が発生したが、その原因も部隊内のいじめと指摘されている。2017/1にチョコパイ180個を食べさせられたり、裸のマッサージを強要される事件が発生。全部隊対象の特別部隊診断にて、休養施設でトングで舌を引っ張ったり、栓抜きで指をへし折る暴行傷害が行われていたことを海兵隊司令部監察室は把握していながら隠蔽していたことが8月に判明。

## 部隊構成

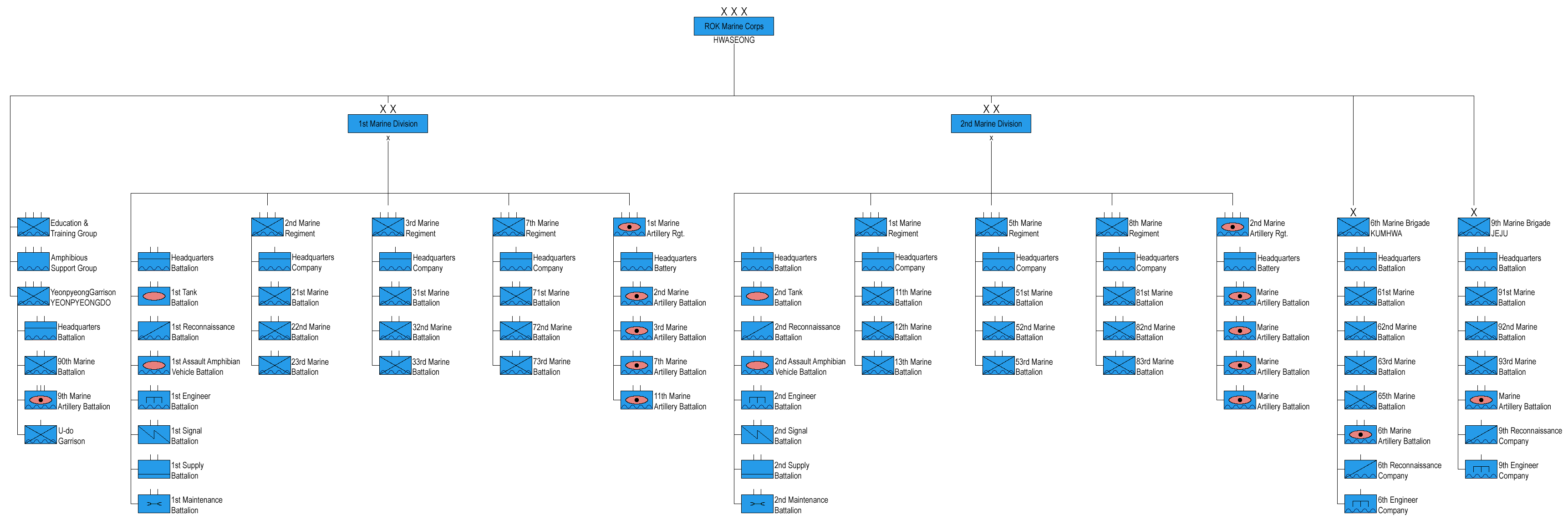
部隊構成

現行組織では、第一師団、第二師団、第六旅団、第九旅団の2個師団、2個旅団で構成されている。司令官は中将が充てられる。
- 第1海兵師団（通称：海龍師団）司令部：慶尚北道浦項
  - 1st Tank Battalion 第1戦車大隊：K1A1戦車
  - 1st Assault Amphibian Vehicle Battalion 第1水陸両用強襲車両大隊：KAAV7A1
  - 1st Reconnaissance Battalion 第1偵察大隊
  - 1st Engineer Battalion 第1工兵大隊
  - 1st Support Battalion 第1支援大隊
  - 2nd Marine Regiment 第2海兵連隊
  - 3rd Marine Regiment 第3海兵連隊
  - 7th Marine Regiment 第7海兵連隊
  - 1st Marine Artillery Regiment: equipped K55 SPH / KH179 TH 第1海兵砲兵連隊：備えK55 SPH / KH179 TH
- 第2海兵師団（通称：青龍師団）司令部：京畿道金浦
  - 2nd Tank Battalion: equipped M48A3K 第2戦車大隊：M48パットン
  - 2nd Assault Amphibian Vehicle Battalion 第2水陸両用強襲車両大隊：KAAV7A1
  - 2nd Reconnaissance Battalion 第2偵察大隊
  - 2nd Engineer Battalion 第2工兵大隊
  - 2nd Support Battalion 第2支援大隊
  - 1st Marine Regiment 第1海兵連隊
  - 5th Marine Regiment 第5海兵連隊
  - 8th Marine Regiment 第8海兵連隊
  - 2nd Marine Artillery Regiment 第2海兵砲兵連隊：M109 155mm自走榴弾砲/KH179
- 第6海兵旅団（通称：黒龍旅団）本部：西海五島
  - 第6水陸両用偵察部隊
  - 西海五島駐屯地
  - 第61海兵大隊
  - 第62海兵大隊
  - 第63海兵大隊
  - 第65海兵大隊
  - 第6海兵砲兵大隊
- 第9海兵旅団（通称：白龍旅団）本部：済州島
  - 第91海兵大隊
  - 第92海兵大隊
  - 第93海兵大隊
  - 第615海兵砲兵大隊
  - 迅速対応大隊
- 延坪島守備隊　本部：大延坪島
  - 本部大隊
  - 第90海兵大隊
  - 第9海兵砲兵大隊
  - 第9偵察中隊
  - 隅島警備隊

## 事件
- 2011年：江華島海兵隊銃乱射事件
- 2017年：暴行いじめ事件[7]、暴行傷害隠蔽事件[8]